# Kanalizacja w Poznaniu
Kanalizacja w Poznaniu – sieć kanalizacyjna w Poznaniu.

## Historia
W 1870 Rada Miejska oraz komitet mieszkańców zwrócił się z prośbą do Magistratu poznańskiego o rozpoczęcie budowy kanalizacji miejskiej. Korespondencja trwała w tym zakresie dwa lata, a pod niektórymi petycjami podpisywało się nawet trzysta osób. Wynikiem nacisków było powołanie komisji, która zleciła radcy budowlanemu Jamesowi Hobrechtowi z Berlina opracowanie projektu skanalizowania miasta. Projekt ten odrzucono w 1874, jako zanadto kosztowny. Kolejny projekt sporządziła firma „Aird”, także z Berlina, ale i on również został odrzucony, bowiem przewidywał spuszczanie ścieków bezpośrednio do Warty, co wywołało stanowczy sprzeciw rządu pruskiego. Ostatecznie prace rozpoczęto w 1888 z wykorzystaniem planów londyńskiego inżyniera Baldwina Lathama z 1872. 

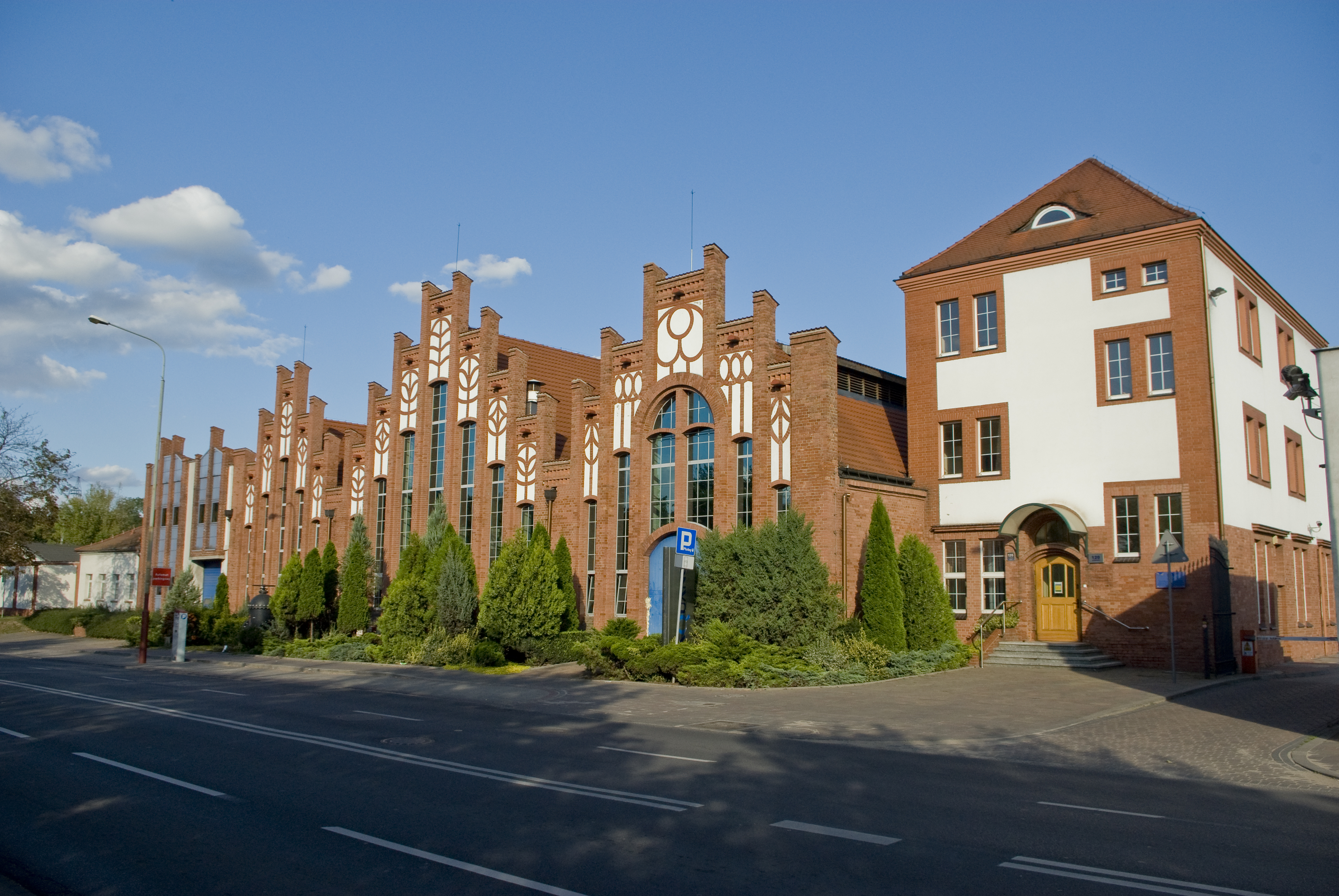
Stacja pomp na Garbarach

Rozpoczęto od skanalizowania placu Wolności, placu Działowego, Alei Marcinkowskiego i ulicy Pocztowej. W 1892 prace prowadzono na placu Wiosny Ludów, na Chwaliszewie, Wielkich Garbarach, a także przy ulicach Gołębiej, Koziej i Bukowskiej. W 1893 nastąpiło znaczne zintensyfikowanie prac kanalizacyjnych – do 1896 skanalizowano ulice: Długą, Rybaki, Łąkową, Garbary, Groblę, Wrocławską, Klasztorną, Podgórną, Szkolną, Półwiejską, Sierocą, Dolną i Górną Wildę, Wszystkich Świętych, Za Bramką, Święty Marcin, Ogrodową, Piekary, Ratajczaka, Mielżyńskiego, Poznańską, Zwierzyniecką, Wierzbięcice i część Dąbrowskiego oraz Głogowskiej. Od 1896 do 1900 skanalizowano Łąki Dominikańskie, przeznaczone pod budowę nowej rzeźni, a także Łąki Bernardyńskie, Wildę, Łazarz, pozostałą część Jeżyc, okolice Bogdanki, zasypano tzw. Starą Rzekę i Strugę Karmelicką. Po 1900 skanalizowano Święty Wojciech, ulicę Młyńską, dalszy ciąg Głogowskiej, Małeckiego, Mickiewicza, Niegolewskich, Górczyńską, a także rozpoczęto prace na Śródce, które (wraz z Ostrowem Tumskim) ukończono w 1912. Dopiero w 1907 skanalizowano Stary Rynek i ul. Nową (Paderewskiego). Od 1909 prace trwały w dzielnicach przyłączonych do miasta w 1900.
W 1908 rozpoczęto wznoszenie oczyszczalni ścieków, gdyż dotąd były one zlewane bezpośrednio do Warty. Prace ukończono w 1909, oddając obiekt przy ul. Garbary.
Po 1918 kanalizowanie miasta uległo spowolnieniu z przyczyn finansowych. W 1923 przyłączono do sieci Górczyn, a w latach 1923-1928 zbudowano kolektor burzowy przy Bramie Dębińskiej, a także kolektor deszczowy w ul. Pułaskiego. W latach 1925–1926 powstały kanały do zużytej wody na Sołaczu. W 1926 skanalizowano część willową Dębca, a w 1927 rozbudowano sieć górczyńską, zbudowano oczyszczalnię odpływów na Naramowicach, skanalizowano ulice: Sokoła, Źródlaną, Urbanowską. W 1928 prace ukończono na ulicy Matejki, terenach PeWuKi i na stadionie miejskim. Rozpoczęto też roboty na Głównej, Osiedlu Warszawskim i Zawadach. W 1931 skanalizowano ulice: Wiśniową i Dębiecką, a w kolejnych latach: Winogrady, Nad Potokiem, Sołacką, Szydłowską, jak również uzupełniano braki na Łazarzu, Jeżycach i Śródce. W 1920 długość kanalizacji wynosiła w Poznaniu 130 km, a w 1939 – 282 km. W latach tych liczba przyłączonych nieruchomości wzrosła z 2545 do 5247. Wprowadzano też coraz szerzej rury betonowe.
W 1943 roku Niemcy rozpoczęli rozbudowę oczyszczalni ścieków, ale nie ukończyli tych prac. Ostatecznie dzieło zakończono w 1949, a później jeszcze oczyszczalnię modernizowano. W 1951 skanalizowano Zatorze, a później Grunwald i osiedle Świerczewskiego. Uzupełniono też braki na Chwaliszewie, m.in. w ul. Wenecjańskiej. Rozpoczęto też prace w Klinie Dębieckim. W 1948 przystąpiono do opracowywania projektu kolektora dla prawobrzeżnego Poznania, gdzie około trzysta zakładów przemysłowych wypuszczało ścieki do Warty. Obiekt zbudowano w latach 1949-1954. W latach 1956–1957 zbudowano przepompownię ścieków dla Świerczewa.

## Stan obecny
Poznański system kanalizacji obejmuje obecnie prawie 740 km kanałów sanitarnych, deszczowych i ogólnospławnych, jak również dwie oczyszczalnie ścieków: centralną (Koziegłowy) i lewobrzeżną (ul. Serbska) o łącznej przepustowości 250.000 m³ na dobę. Sieć ogólnospławna obejmuje centrum miasta i prowadzi ścieki do przepompowni Garbary, która jest połączona z oczyszczalnia lewobrzeżną. Ścieki bytowo-gospodarcze z lewobrzeżnej części Poznania prowadzone są siecią rozdzielczą do sieci ogólnospławnej, a z części prawobrzeżnej do Koziegłów.
W XXI wieku rozwój sieci kanalizacyjnej w Poznaniu przedstawiał się następująco:
| Zagadnienie                                      | 2010   | 2015   | 2017   | 2018   |
| ------------------------------------------------ | ------ | ------ | ------ | ------ |
| Kilometraż sieci                                 | 758,2  | 951,9  | 986,7  | 1056,2 |
| Przyłącza do budynków mieszkalnych               | 28.664 | 36.751 | 38.949 | 39.957 |
| Ścieki odprowadzane do sieci w ciągu roku w dam³ | 32.095 | 29.824 | 30.103 | 29.947 |